# 小林本店
株式会社小林本店（こばやしほんてん）は、北海道夕張郡栗山町及び札幌市白石区に本社（登記上の本店は栗山町）を置く卸売業者。栗山町における老舗の卸販売会社。

## 概要

### 展開している事業
石油関連事業
ENEOS特約店として栗山市街、栗山朝日、岩見沢、南幌にサービスステーションを運営。また、全てのサービスステーション店舗における住宅へ灯油配達や自動車整備・車検整備のみならず車両販売、自動車関連用品販売、レンタカー事業、暖房機器販売、損害保険代理業を展開している。また、栗山と江別に灯油備蓄センターを備えている。
建設関連事業
太平洋セメント特約店としてセメント販売や、日本高圧コンクリート製品取扱店として生コンクリート販売、この他、建築・土木資材を販売。
外食事業
- まる田 七番蔵
- 酒とそば 錦水庵

これらは関連企業の小林酒造の酒類の提供のために事業展開している。
これらの事業は主に石油関連事業を主力として展開している。近年は年商高も右肩上がりであり、老舗でありながら業績を順調に伸ばしている。

## 沿革（前史含む）
- 1878年（明治11年）9月 - 初代小林米三郎が札幌市内において清酒製造販売業創立
- 1916年（大正5年）2月 - 旧浅野セメント株式会社（現太平洋セメント株式会社）特約店として全国特約販売開始
- 1927年（昭和2年）4月 - 旧日本石油株式会社（現ENEOS株式会社）と石油特約営業販売開始
- 1964年（昭和39年）3月 - 個人営業を改組し、「株式会社小林本店」を設立。二代目小林米三郎社長に就任。札幌営業所を開設
- 1965年（昭和40年）8月 - 最初のサービスステーションを栗山に開設
- 1969年（昭和44年）2月 - 三代目小林米三郎社長に就任
- 1984年（昭和59年）6月 - 札幌本社を札幌市白石区南郷通に新設移転
- 1994年（平成5年） - 体制見直しを企業全体で推進。小林酒造中核から小林本店中核へと漸次移行
- 2001年（平成13年）6月 - 現社長が就任
- 2003年（平成15年）9月 - 外食事業部門の新設により外食店舗まる田七番蔵を開店
- 2006年（平成18年）3月 - 年商高が100億円を超える
- 2008年（平成20年）4月 - 酒類販売業免許取得し、小林本店でも酒の販売が出来るようになった
- 2012年（平成24年）2月 - 全サービスステーションにて車両販売、及びウィング南郷サービスステーションにてレンタカー事業開始

### 代表者の経歴
- 小林米孝（こばやし よねたか）、1962年（昭和37年）、北海道夕張郡栗山町生まれ。北海高等学校卒業。
  - 1985年（昭和60年） - 北海学園大学経済学部経営学科卒業後、日本石油株式会社入社
  - 1989年（平成元年） - 日本石油を退社し、小林酒造に入社
  - この後、小林酒造及び小林本店の取締役、同代表取締役専務などを歴任
  - 2001年（平成13年）6月 - 小林本店代表取締役社長に就任。小林酒造代表取締役社長に就任
  - 2012年（平成24年） - 四代目小林米三郎襲名
  - 2021年（令和3年） - 学校法人北海学園理事
  - 2023年（令和5年） - 黄綬褒章授章

## 事業所一覧
- 札幌本社 建材部・石油部・総務部・外食事業部（札幌市白石区南郷通10丁目南4-15）
- 栗山本社（夕張郡栗山町錦3丁目109）
  - 栗山本社は商業登記簿上の本店

## 関連企業
- 小林酒造株式会社
- 追分コンクリート工業株式会社
- 錦工業株式会社 - コンクリート二次製品製造販売